# حيوانات أستراليا الضخمة

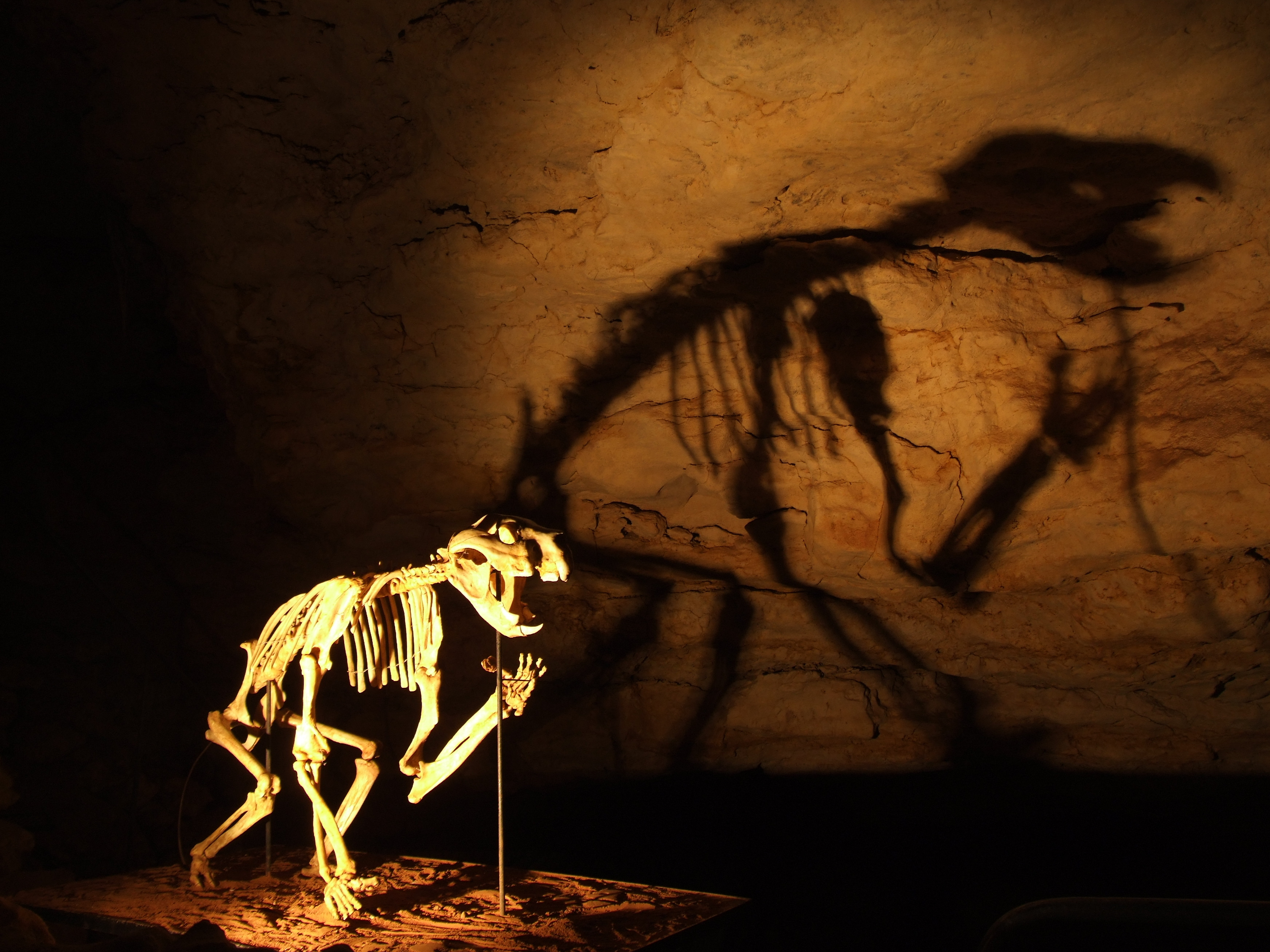
هيكل عضمي لأسد الجرابي في كهوف ناراكورت الوطنية، جنوب أستراليا

حيوانات أستراليا الضخمة (بالإنجليزية Australian megafauna) تُعرّف هذه الحيوانات غالبًا بأنها الأنواع التي تزيد كتلة الجسم فيها عن 45 كـغ (100 رطل) أو التي لها كتلة تساوي أو تزيد عن 130 ٪ من كتلة أقرب الكائنات الشبيهة بها. انقرض العديد من هذه الأنواع خلال العصر الحديث الأقرب (16,100 ± 100 - 50,000 سنة قبل الميلاد).
هناك أوجه تشابه عديدة بين الحيوانات الضخمة الأسترالية التي عاشت ما قبل التاريخ وبعض المخلوقات الأسطورية التي تناقلها السكان في عصر الأساطير الأسترالية.

## أسباب الانقراض
الأبحاث العلمية التي تُجرى لتحديد سبب انقراض هذه الحيوانات لا تزال نشطة حتى اليوم، وهي مثيرة للجدل ومحل خلاف، حيث تكون للسياسة والأيديولوجية في الغالب أولوية على الأدلة العلمية، لا سيما عندما يتعلق الأمر باحتمال تورط السكان الأستراليين الأصليين، الذين يبدو أنهم تسببوا بهذا الانقراض.
مع وصول السكان الأصليين الأستراليين إلى المنطقة في وقت مبكر (قبل حوالي 70,000 إلى 65,000 سنة)، فإنه من المفترض أنهم قاموا بالصيد واستخدام النار لكي يتكيفوا مع البيئة المحيطة، من المحتمل أن وسائل التكيف هذه قد ساهمت في انقراض الحيوانات الضخمة. أو ربما تكون زيادة الجفاف أثناء ذروة العصر الجليدي (منذ حوالي 18,000 عام) هو المتسبب في الانقراض. الملفت للنظر أن معظم الحيوانات الأسترالية الضخمة كانت قد انقرضت بالفعل بحلول هذا الوقت.
هناك أدلة جديدة تم التوصل إليها باستخدام تأريخ اليورانيوم- الثوريوم واستخدام محاكاة البريق البصري (قياس الجرعات من الإشعاع المؤين) للحيوانات الضخمة، تشير إلى أن البشر هم الذين تسببوا بشكل رئيسي في انقراض هذه الحيوانات، التواريخ الجديدة التي تم التوصل إليها أثبتت أن كل أنواع الحيوانات الأسترالية الضخمة انقرضت تقريبا بنفس الإطار الزمني وبشكل سريع قبل حوالي 46,000 سنة، وهي قريبة من الفترة الزمنية التي وصل فيها الإنسان الأول إلى أستراليا (قبل حوالي 65,000 - 70,000 سنة).
يشير تحليل نظائر الأكسجين والكربون من أسنان الحيوانات الضخمة إلى أن المناخات الإقليمية في وقت الانقراض كانت مماثلة للمناخات الإقليمية القاحلة اليوم، وأن الحيوانات الضخمة تكيفت جيدًا مع المناخات القاحلة، وهو ما يعني أن عامل تغير المناخ ليس هو السبب في الانقراض.
التواريخ الجديدة التي تم التوصل إليها أشارت إلى أن الآلية الرئيسية للانقراض كانت حرق الإنسان للغابات والمساحات الخضراء، والتي كانت في ذلك الوقت أقل مقاومة للحرائق. يشير تحليل نظائر الأكسجين والكربون لأسنان الحيوانات الضخمة إلى حدوث تغيرات مفاجئة وجذرية (غير مرتبطة بالمناخ) في النباتات وفي النظام الغذائي لأنواع الجرابيات الباقية، وبالرغم من هذه الحقيقة العلمية التي تم التوصل إليها؛ فإنه لا يزال يعتقد أن السكان الأصليين الأستراليين الأوائل قد قضوا بشكل سريع على الكائنات الحية الضخمة (بدون استخدام النار) في جزيرة تسمانيا قبل حوالي 41,000 عام. مما يعني أنه على الأقل في هذه الحالة كان الصيد هو العامل الأكثر أهمية في انقراض هذه الأنواع. وهناك أيضا رأي آخر يقترح أن تغير الغطاء النباتي الذي حدث على اليابسة كانت نتيجةً لانقراض الحيوانات الضخمة وليس سببًا في الانقراض. والذي أيد هذا الاقتراح هو تحليل بقايا ورماد بركان ثار قديما في ولاية كوينزلاند الأسترالية.
أخذت عينات من أكثر من 200 موقع لأجزاء من قشور بيض الطائر المسمى جنيورنيس «بالإنجليزية: Genyornis newtoni» (وهو طائر عملاق لا يطير انقرض في أستراليا)، وأظهر التحليل الكيميائي وجود علامات حروق على قشور البيض مشابهه لآثار الحروق التي تحدث عندما يستخدم الإنسان النار في طهي البيض، من المحتمل أن هذا هو أول دليل مباشر على أن الإنسان هو المتسبب الرئيسي في انقراض الحيوانات الضخمة. توصلت دراسة ثانية إلى نفس هذه النتيجة، ولكن هذه الدراسة نسبت قشور البيض لطائر آخر منقرض أصغر حجما. السؤال عن الزمن الذي انقرض فيه طائر الـ جنيورنيس لا يزال بحاجة إلى إجابة. هذا الطائر يعتبر أحد أهم الأنواع التي تجرى عليها الدراسات بسبب توفر معلومات شبه كافيه عنه تقريبا.
من ناحية أخرى، هناك أدلة دامغة (على عكس الاستنتاجات الأخرى) تشير إلى أن حيوانات أستراليا الضخمة عاشت جنبا إلى جنب مع البشر لعدة آلاف من السنين. والسؤال عن: كيف أنقرضت هذه الحيوانات قبل ظهور البشر؟ لايزال محل خلاف ونقاش، في حين يعتقد بعض العلماء أن مجموعة قليلة فقط من هذه الحيوانات كانت موجودة وقت ظهور الإنسان الأول. كان تيم فلانيري مؤلف كتاب «آكل المستقبل» أحد المؤيديين لهذه الفكرة وقد تعرض لانتقاد شديد بسبب آراءه واستنتاجاته هذه.

## الحيوانات الضخمة الأسترالية
عادة ما يتم إطلاق مصطلح «الحيوانات الضخمة» على الحيوانات الكبيرة التي يزيد وزنها عن 100 كغم (220 رطل) ومع ذلك، فإن هذه الحيوانات الأسترالية لم تكن بنفس حجم الحيوانات الموجودة في قارات أخرى، لذا تم أعتبار وزن 40 كغم (88 رطلا) هو معيار التصنيف بدلا من 100 كغم.
تنقسم الحيوانات الضخمة الأسترالية التي لا تزال تعيش إلى اليوم إلى المجموعات التالية:

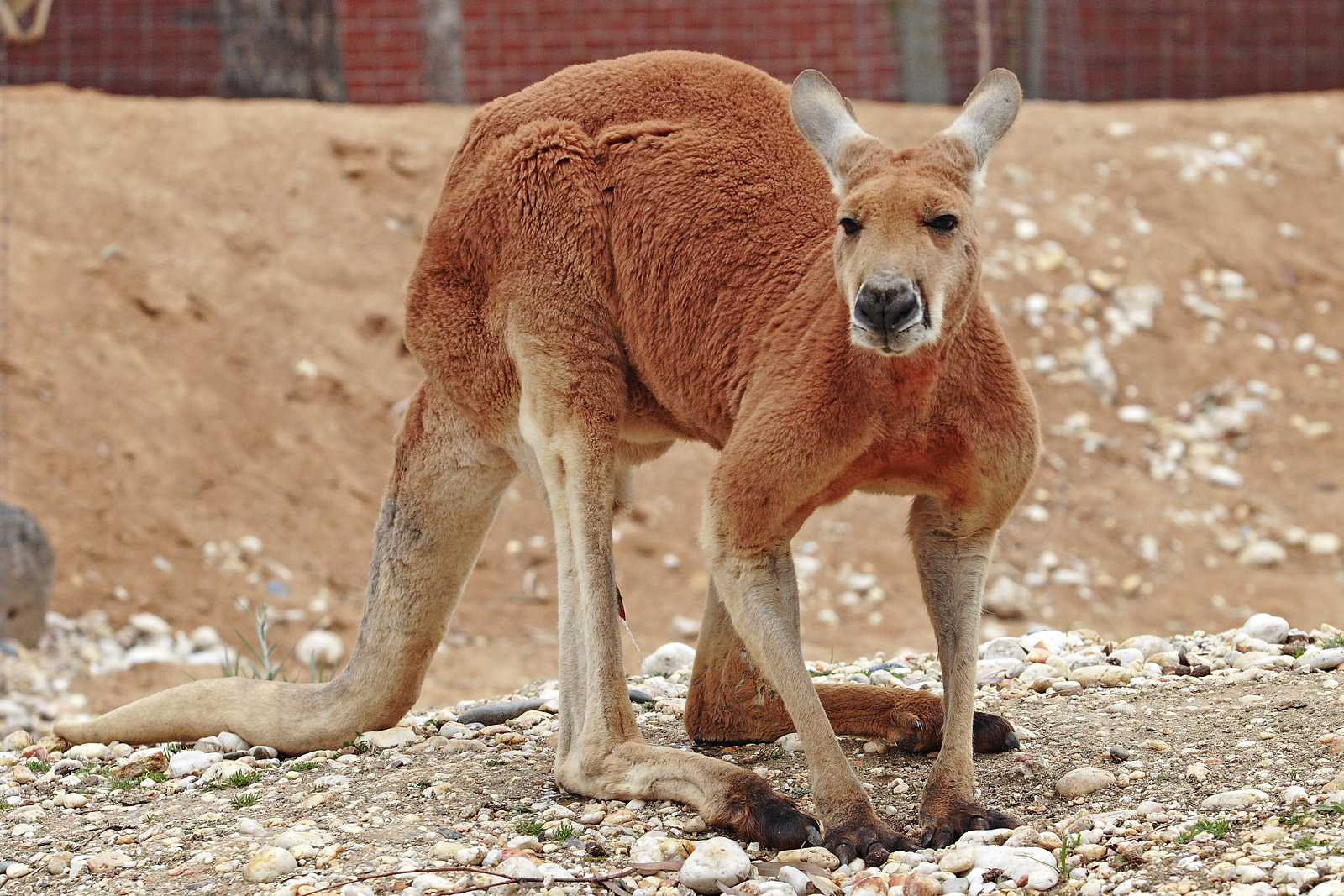
الكنغر الأحمر

### الثدييات
- الكنغر الأحمر (الاسم العلمي Macropus rufus): هو أكبر حيوان من فصيلة الجرابيات في العالم، يصل طول الذكور إلى 1.8 متر (6 أقدام) ويزن حتى 85 كغم (187 رطلاً). بينما يصل طول الإناث إلى 1.1 م (3 أقدام و 7 بوصات) وتزن حتى 35 كغم (77 رطل). يمكن أن يصل طول ذيول كل من الذكور والإناث إلى متر واحد (3 أقدام و 3 بوصات).
- الكنغر الشرقي الرمادي (الاسم العلمي Macropus giganteus): يعيش هذا النوع في مجموعات مكونة من 10 افراد أو أكثر وهو أصغر حجما من الكنغر الأحمر، يصل طول الذكور إلى 130 سم وطول الذيل إلى 1 متر، بينما يصل طول الإناث إلى 1 متر ويبلغ طول الذيل حوالي 84 سم.[11]
- الكنغر ذو الفرو الشبيه بالظباء (الاسم العلمي Macropus antilopinus) ويسمى أيضا الكنغر الأنتيلوباني، هو أحد أجناس عائلة الكنغريات يتواجد في مناطق أستراليا الشمالية في شبه جزيرة كيب يورك في ولاية كوينزلاند، ومنطقة كيمبرلي غرب أستراليا. يصل وزنه إلى 47 كيلوغراما (104 رطلا) وطوله أكثر من 1 متر (3 قدم).

### الطيور
- الإِيمُو (الاسم العلمي Dromaius novaehollandiae).
- الشبنم الجنوبي (الاسم العلمي Casuarius casuarius).

### الزواحف
- الـ غوانا وهو نوع من أنواع السحالي المفترسة، وغالبا ما تكون كبيرة الحجم ذات أسنان ومخالب حادة. من أكبر أنواع الـ غوانا هو الورل العملاق (الاسم العلمي: Varanus giganteus) والذي قد يصل طوله إلى أكثر من مترين (6 أقدام). ليست كل أنواع الـ غونا كبيرة الحجم، فهناك نوع يسمى الـ «غوانا القزم» والذي لا يزيد طوله عن طول ذراع إنسان بالغ.
- تمساح المياه المالحة (الاسم العلمي: Crocodylus porosus) يبلغ طول التمساح الذكر ما بين 4,8 - 7 متر، ويزن حوالي 770 كجم (1700 رطل)، وهناك أنواع يصل طولها ووزنها إلى أكثر من ذلك. حجم الأنثى أصغر بكثير ويصل طولها ما بين 2,5- 3 متر. يروى عن السكان المحليين بأنه في عام 1957 تم اصطياد تمساح من هذا النوع في نهر نورمان في ولاية كوينزلاند الأسترالية وصل طوله إلى 8,5 متر وتم عرضه للسياح، لا يوجد أدله موثقة تدعم هذا الإدعاء، لذا لايمكن اعتبار هذا التمساح هو أطول الأنواع المكتشفة.
- تمساح المياه العذبة (الاسم العلمي:Crocodylus johnsoni) هو تمساح صغير الحجم نسبيا، يمكن أن ينمو الذكور إلى 2,3 - 3 م، بينما تصل الإناث إلى الحد الأقصى للحجم وهو 2,1 م (6 أقدام 11 بوصة). عادة ما يزن الذكور حوالي 40 كجم (88 رطلاً) مع وجود أنواع أخرى قد تصل إلى 53 كجم (120 رطل) أو أكثر. يبلغ وزن الإناث حوالي 20 كجم (44 رطلاً). في البحيرات العذبة مثل بحيرة أرجيل وبحيرة كاثرين جورج تعيش مجموعة من هذا النوع يصل طولها افرادها إلى 4 أمتار (13 قدمًا).

## الحيوانات الأسترالية الضخمة المنقرضة
- الثدييات البدائية (Monotremes) أو الكظاميات: تصنف هذه الثدييات بحسب الحجم من الأكبر إلى الأصغر كما يلي:
1) الإيكيدنا ذو المنقار الطويل (الاسم العلمي: Zaglossus hacketti): كان حجمه قريبا من حجم الأغنام، اكتشف في كهف الماموث في غرب أستراليا، وهو أكبر الثدييات البدائية المكتشفة حتى اليوم.